# Maison au 4, rue des Boulangers à Colmar
La maison au 4, rue des Boulangers est un monument historique situé à Colmar, dans le département français du Haut-Rhin.

## Localisation
Ce bâtiment est situé au 4, rue des Boulangers à Colmar.

## Historique
Le bâtiment en lui-même date de 1749. Seul subsiste un beau portail style Renaissance daté de 1616.
Le portail d'entrée fait l'objet d'un classement au titre des monuments historiques depuis le 5 mai 1928.

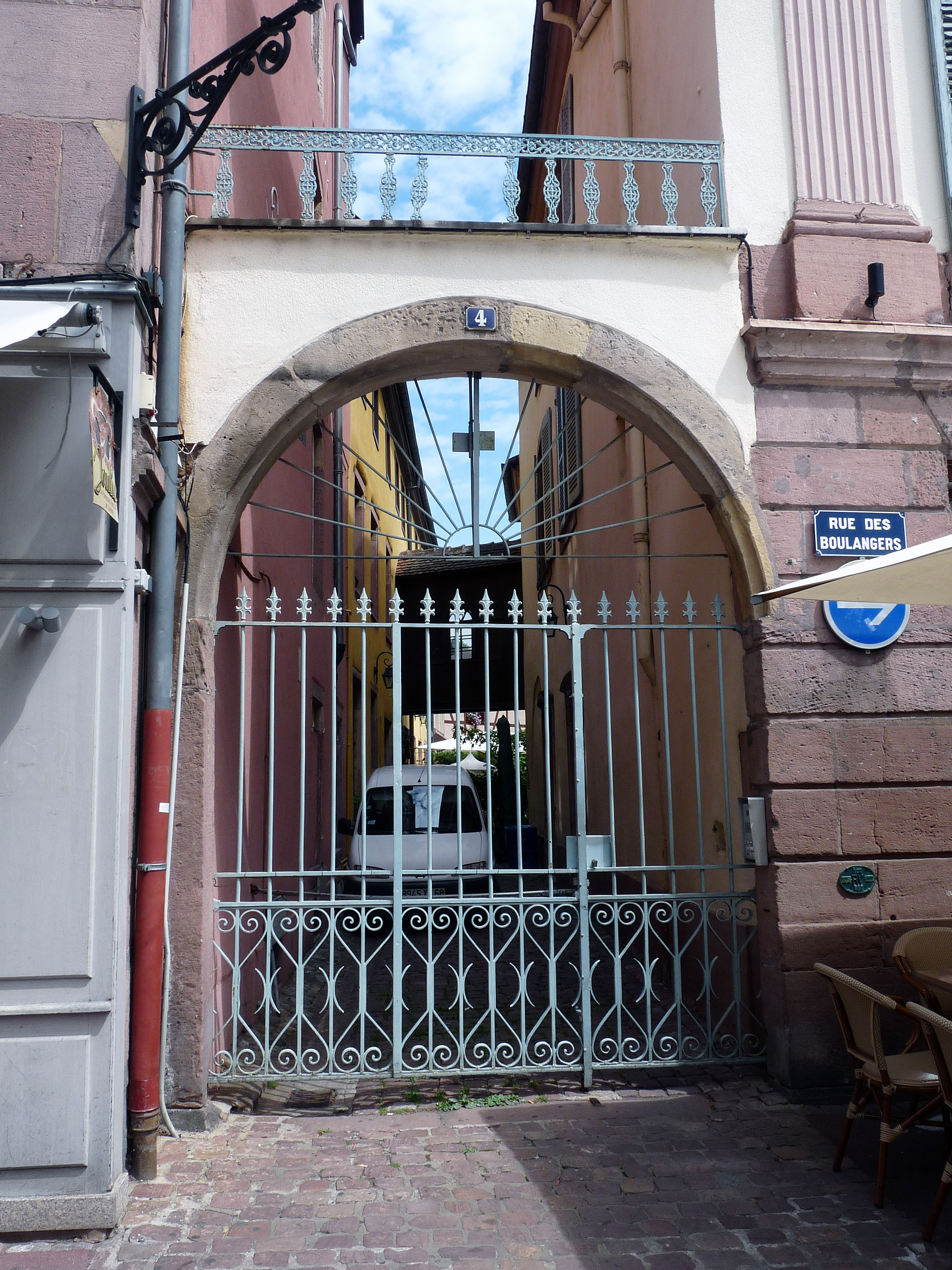
Portail fermant le passage entre les 2 immeubles. Le portail Renaissance est sur la façade latérale de l'immeuble de gauche.

## Architecture
L'arcade du portail est formée par des assises où des bossages à pointes et flanquée de pilastres.